# Kesselhaus (Lübeck)

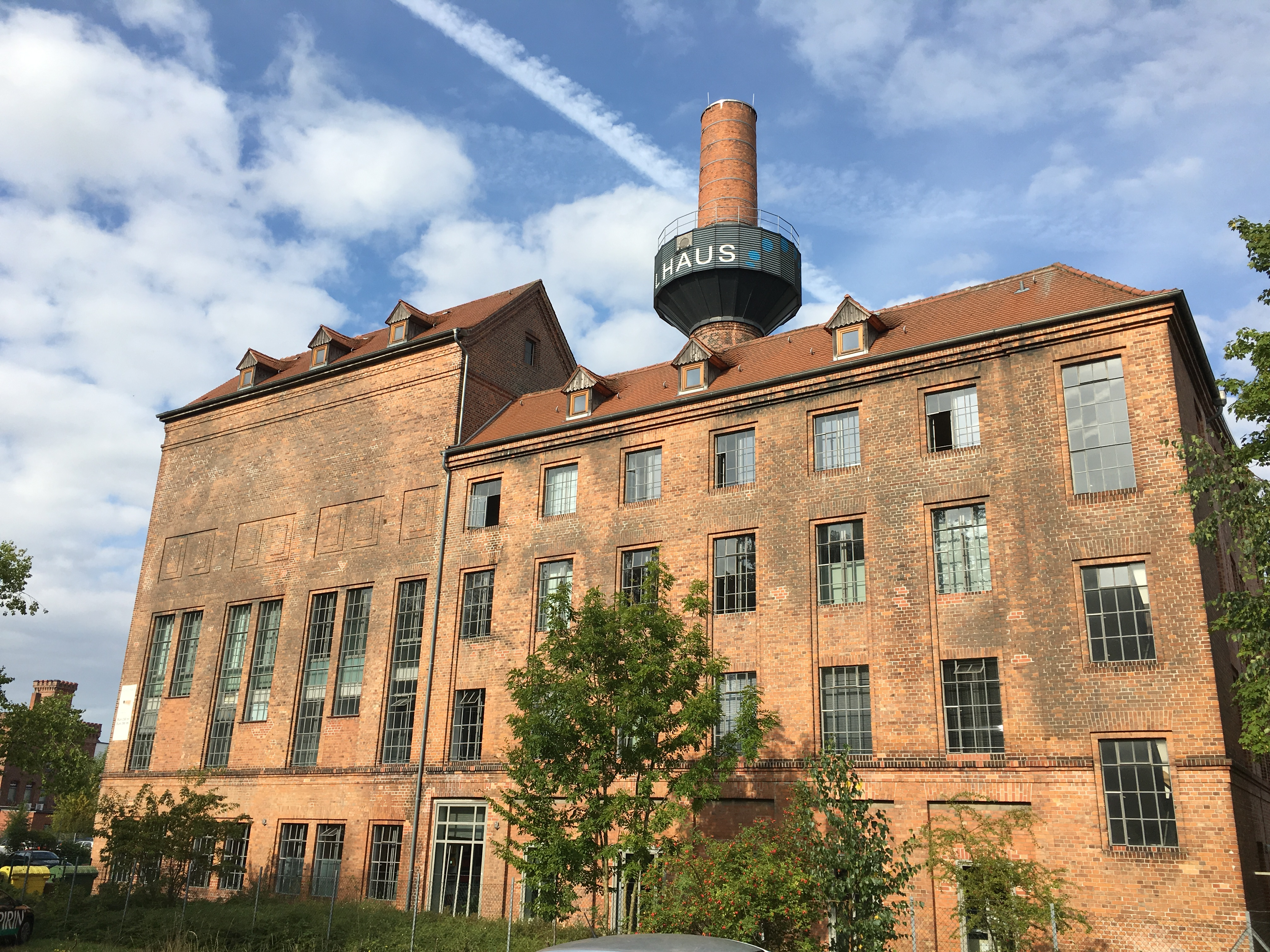
Kesselhaus in Lübeck

Das ehemalige Kesselhaus der Schiffswerft von Henry Koch ist ein als Bürogebäude umgenutztes Industriedenkmal am Lübecker Hafen im Stadtteil Lübeck-St. Gertrud und steht unter Denkmalschutz.

## Geschichte
Das Kesselhaus wurde 1924 nach Plänen des auf Industrie- und Ingenieurbauten spezialisierten Leipziger Bauingenieurs Paul Ranft errichtet und diente bis zur Einstellung des Schiffbaus 1933 als Kraftzentrale der Schiffswerft von Henry Koch. Die Technik und der Dampfkessel wurden von Borsig in Berlin geliefert. Danach nutzte bis 1945 die Leichtkonstruktion GmbH, ein Zulieferer für den Flugzeugbau der Dornier-Werke, das Gebäude. Nach dem Zweiten Weltkrieg nutzten die Papier- und Kartonagenhersteller Schmalbach-Lubeca und Assiwell Lübeck bis 1982 die Kraftzentrale zur Versorgung ihrer Produktionsanlagen für die Herstellung von Wellpappen. Von 1982 bis 2000 war das Kesselhaus ohne Nutzung. Dann wurde es durch den Architekten Rosehr zu einem Bürohaus mit entsprechenden Bürolofts umgebaut, die an Nutzer aus dem Dienstleistungssektor vermietet werden. Die Aufzugsanlage wurde in den ehemaligen Schornstein des Kesselhauses eingebaut. 2004 wurde das Projekt mit dem Architekturpreis der Kaufmannschaft zu Lübeck ausgezeichnet.